# Numero di Platone
Il numero di Platone è un numero enigmaticamente indicato da Platone nel suo dialogo la Repubblica (8.546b). Il testo è notoriamente difficile da interpretare e le sue traduzioni non consentono un'interpretazione univoca. Non c'è un vero accordo né sul significato né sul valore del numero. È stato anche chiamato "numero geometrico" o "numero nuziale" (il "numero della sposa"). Per quanto riguarda il valore effettivo del numero, 216 è il valore proposto più frequentemente per esso, ma vengono comunemente considerati anche 3.600 o 12.960.000.
Un elenco incompleto di autori che menzionano o discutono include i nomi di Aristotele, Proclo per l'antichità; Ficino e Cardano durante il Rinascimento; Zeller, Friedrich Schleiermacher, Paul Tannery e Friedrich Hultsch nel XIX secolo.
Più avanti nella Repubblica (9.587b) viene menzionato un altro numero, noto come "Numero del Tiranno".

Si notano facilmente grandi differenze lessicali e sintattiche tra le numerose traduzioni della Repubblica. Di seguito è riportato un testo tipico da una traduzione relativamente recente di Repubblica 546b – c:
( Platone, La Repubblica, a cura di Giuseppe Lozza, traduzione di Giuseppe Lozza, Milano, Arnoldo Mondadori Editore, 1990,  pp. 621-622.)
Il "numero geometrico", menzionato poco prima della fine di questo testo, è inteso come il numero di Platone. Le parole introduttive menzionano (un periodo compreso da) "un numero perfetto" che è considerato un riferimento all'anno perfetto di Platone menzionato nel Timeo (39d). Le parole sono presentate come pronunciate dalle muse, quindi l'intero passaggio è talvolta chiamato "discorso delle muse" o qualcosa di simile. Filippo Melantone, infatti, lo paragonò alla proverbiale oscurità delle Sibille.

## Interpretazioni

Un'interpretazione illustrata del numero di Platone come 3³ + 4³ + 5³ = 6³

Poco dopo il tempo di Platone il suo significato apparentemente non ha causato perplessità, come attesta l'osservazione casuale di Aristotele. Mezzo millennio dopo, tuttavia, divenne un enigma per i neoplatonici, che avevano una tendenza mistica e ne scrivevano spesso, proponendo interpretazioni geometriche e numeriche. Successivamente, per quasi mille anni, i testi di Platone sono pressoché scomparsi ed è solo nel Rinascimento che l'enigma riemerge brevemente. Durante il XIX secolo, quando gli studiosi classici restaurarono i testi originali, il problema riapparve. Schleiermacher ha interrotto la sua edizione di Platone per un decennio mentre cercava di dare un senso al paragrafo. All'inizio del XX secolo, le scoperte degli studiosi suggerirono un'origine babilonese per l'argomento.
La maggior parte degli interpreti sostiene che il valore del numero di Platone è 216 perché è il cubo di 6, cioè 63 = 216, che è notevole perché è anche la somma dei cubi per la terna pitagorica (3, 4, 5): 33 + 43 + 53 = 63.
Tali considerazioni tendono a ignorare la seconda parte del testo in cui sono descritti altri numeri e le loro relazioni. Le opinioni tendono a convergere sul fatto che i loro valori siano 480.000 e 270.000 ma c'è poco accordo sui dettagli. È stato notato che 64 restituisce 1296 e 48 × 27 = 36 × 36 = 1296 . Invece della moltiplicazione alcune interpretazioni considerano la somma di questi fattori: 48 + 27 = 75.
Tra gli altri valori che sono stati proposti, si annoverano:
- 17,500 = 100 × 100 + 4800 + 2700 , di Otto Weber (1862).[7]
- 760,000 = 750,000 + 10,000 = 19 × 4 × 10000 , dove 19 si ottiene da (4/3 + 5) × 3 ed è il numero degli anni nel ciclo metonico.[1]
- 8128 = 26 × (27 − 1) , un numero perfetto proposto da Cardano. Si sa che tali numeri possono essere scomposti nella somma dei cubi dispari consecutivi, quindi 8128 = 13 + 33 + 53 + ... + 153.
- 1728 = 123 = 8 × 12 × 18 , di Marsilio Ficino (1496).[8]
- 5040 = 144 × 35 = (3 + 4 + 5)2 × (23 + 33) , di Jakob Friedrich Fries (1823).